# 7915 Halbrook
7915 Halbrook è un asteroide della fascia principale. Scoperto nel 1979, presenta un'orbita caratterizzata da un semiasse maggiore pari a 2,3108018 au e da un'eccentricità di 0,0598808, inclinata di 5,84452° rispetto all'eclittica.